# Sid McGinnis
Sid McGinnis (ur. 6 października 1949), amerykański gitarzysta, najbardziej znany jako członek zespołu  CBS Orchestra występującego w programie Late Show with David Letterman, współpracował także z takimi artystami jak Barry Manilow, Peter Gabriel, Carly Simon, Dire Straits, Robert Fripp, Sisters Of Mercy, Cool It Reba, Laurie Anderson, David Lee Roth, Bob Dylan czy David Bowie.